# Skate
Skate kallades förr en mindre, utstickande, del av en socken som låg i ett annat härad eller län än socknens huvuddel, och vars innevånare således sökte sig till en kyrka i annat härad eller län.
Termen finns främst belagd från Götaland, och i synnerhet Småland.
År 1860 fanns följande skatar i Sverige: Skårdals skate (tillhörde politiskt Bohuslän och var därmed norsk exklav till 1658), Nydala skate, Regna (eller Svennevads) skate, Sännö skate, Vena skate, Karlstorps skate i Järeda socken, Lönneberga skate, Nävelsjö skate, Rumskulla skate, Tuna skate, Yxnerums skate samt Ånhulta skate (del av Virserums socken).